# Луговая (Тамбовская область)
Луговая — деревня в Никифоровском районе Тамбовской области России. Входит в состав Юрловского сельсовета.

## География
Луговая находится на западе центральной части региона, в лесостепной зоне, на правом берегу реки Ближняя Сурёна/ Ближняя Сурена, при автодороге 68А-030. Примыкает к деревням Туровка и Летуновка.

### Климат
Климат умеренно континентальный, относительно сухой, с холодной продолжительной зимой и тёплым летом. Средняя температура воздуха самого холодного месяца (января) — −11,5 — −10,5 °C (абсолютный минимум — −39 °C); самого тёплого месяца (июля) — 19,5 — 20,5 °C (абсолютный максимум — 40 °С). Период с положительной температурой выше 10 °C длится от 141 до 154 дней. Среднегодовое количество атмосферных осадков составляет около 450—500 мм. Продолжительность залегания снежного покрова составляет в среднем 135 дней.

## История
В 1959 г. указом Президиума Верховного Совета РСФСР деревня Косорыловка переименована в Луговую.

## Население
| 2010 |
| ---- |
| 38   |

## Инфраструктура
Основа экономики — сельское хозяйство. Личное подсобное хозяйство.

## Транспорт
Деревня доступна автотранспортом.  